# Cármenes
Cármenes település Spanyolországban, León tartományban. Lakosainak száma 333 fő (2024).

## Földrajza
Cármenes Valdelugueros, Valdepiélago, Matallana de Torío, Vegacervera, Villamanín és Aller községekkel határos.

## Népesség
A település lakosságának változását az alábbi diagram mutatja:
| Lakosok száma | 428  | 425  | 419  | 403  | 437  | 401  | 363  | 352  | 329  | 333  |
|               | 2001 | 2004 | 2007 | 2009 | 2012 | 2014 | 2017 | 2019 | 2022 | 2024 |